# Trini Alvarado
Trinidad 'Trini' Alvarado (New York, 10 januari 1967) is een Amerikaans actrice en voormalig kindster.
Alvarado werd geboren als dochter van de Spaanse zanger Domingo Alvarado en een flamencodanseres uit Puerto Rico. Ze bezocht de Professional Children's School en studeerde aan de Universiteit van Fordham. Ze begon al op jonge leeftijd met acteren en maakte in 1977 haar debuut in een korte film. Vanaf 1979 speelde ze de hoofdrollen in een aantal ABC Afterschool Specials. In 1980 werd ze genomineerd voor een Young Artist Award voor haar rol in de film Rich Kids (1979), waar ze de hoofdrol in speelde.
In de jaren 80 en 90 speelde ze bijrollen in een aantal bioscoopfilms. Ze wordt wellicht het best herinnerd voor haar vertolking van Meg March in Little Women (1994) en haar rol in The Frighteners (1996) waarin ze Dr. Lucy Lynskey speelde. Ze trouwde met acteur Robert McNeill.